# James Shigeta
James Saburo Shigeta (ur. 17 lipca 1929 w Honolulu, zm. 28 lipca 2014 w Los Angeles) – amerykański aktor filmowy i telewizyjny; a także muzyk i piosenkarz pop, pochodzenia japońskiego. Laureat nagrody Złotego Globu w kategorii Najbardziej obiecujący nowy aktor za rolę w filmie The Crimson Kimono (1959).
Urodził się na Hawajach w trzecim pokoleniu emigrantów z Japonii. Studiował na Uniwersytecie Nowojorskim. W czasie wojny koreańskiej przez 2 i pół roku służył w Korpusie Piechoty Morskiej Stanów Zjednoczonych (tzw. marines). W czasie służby osiągnął stopień sierżanta sztabowego. Zanim został aktorem odnosił sukcesy jako piosenkarz.
Zmarł we śnie w swoim domu w Beverly Hills 28 lipca 2014 w wieku 85 lat. Pochowany na National Memorial Cemetery of the Pacific w Honolulu.

## Filmografia

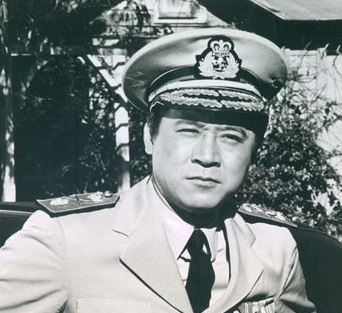
Shigeta na planie serialu TV It Takes a Thief (1968)

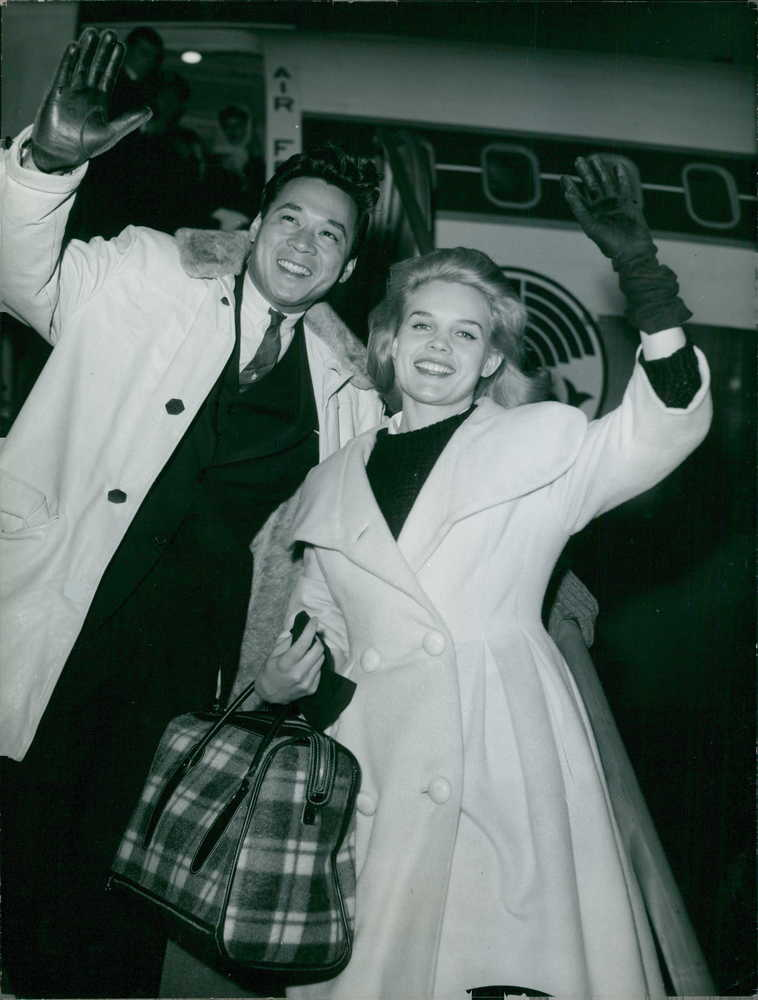
Shigeta i Carroll Baker w 1961

### Filmy
- The Crimson Kimono (1959; w polskim tłumaczeniu Szkarłatne kimono) jako detektyw Joe Kojaku
- Flower Drum Song (1961) jako Wang Ta
- Most do słońca (1961) jako Hidenari Terasaki
- Podrap mnie w plecy (1966) jako Danny Kohana
- Śmiertelny spacer w Laredo (1966) jako Lester Koto
- Manila, miasto otwarte (1968) jako kpt. Murakami
- Zagubiony horyzont (1973) jako To-Lenn
- Yakuza (1975) jako Goro Tanaka
- Bitwa o Midway (1976) jako wiceadmirał Chūichi Nagumo
- Szklana pułapka (1988) jako Joseph „Joe” Yoshinobu Takagi, dyrektor naczelny Nakatomi
- Klatka (1989) jako Tin Lum Yin
- Klatka 2: Arena śmierci (1994) jako Tin Lum Yin
- Hycel 2 (1995) jako Mao Mak
- Komandosi przestrzeni (1996) jako ambasador Nakamura
- Odjazd (1997) jako pan Lau
- Mulan (1998) – generał Li (głos)
- Brat (2000) jako Sugimoto
- Faceci, z którymi spałam (2009) jako Charles Yang

### Seriale TV
- Doktor Kildare (1961–1966) jako dr Roy Shigera (gościnnie, 1963)
- Po tamtej stronie (1963–1965) jako mjr Jong/kpt. Newa (gościnnie; 1963 i 1964)
- Prawo Burke’a (1963–1966) jako Sidney Ying (gościnnie, 1964)
- Perry Mason (1957–1966) jako Ward Toyama (gościnnie, 1965)
- Hawaii Five-O (1968–1980) jako Joseph Matsukino (gościnnie, 1968)
- Ironside (1967–1975) jako Il Pak Soong/Toshio Watari (gościnnie; 1969 i 1971)
- Mission: Impossible (1966–1973) jako Shiki (gościnnie, 1970)
- Kung Fu (1972–1975) jako mistrz Kwan Li/płk. Lin Pei (gościnnie; 1974 i 1975)
- Ulice San Francisco (1972–1977) jako oskarżyciel (gościnnie, 1976)
- Sierżant Anderson (1974–1978) jako Bernie Kim (gościnnie, 1978)
- Domek na prerii (1974–1983) jako Sam Wing (gościnnie, 1977)
- Wyspa Fantazji (1977–1984) jako gen. Lin Sun (gościnnie, 1979)
- Największy amerykański bohater (1981–1983) jako płk. Shawn Liang (gościnnie, 1982)
- T.J. Hooker (1982–1986) jako Chow Duc Khan (gościnnie, 1983)
- Masquerade (1983–1984) jako Mako (gościnnie, 1983)
- Statek miłości (1977–1986) jako ojciec Buda (gościnnie, 1983)
- Airwolf (1984–1987) jako płk. Tranh Van Zung (gościnnie, 1985)
- Magnum (1980–1988) jako dr Richard Enoka/pan Obotu (gościnnie; 1983 i 1986)
- Mission: Impossible (1988–1990) jako Ki (gościnnie, 1989)
- Gliniarz i prokurator (1987–1992) jako Koso Nakasone (gościnnie, 1989)
- Napisała: Morderstwo (1984–1996) jako John Sukahara/Luc Li (gościnnie; 1987 i 1992)
- SeaQuest (1993–1996) jako wietnamski prezydent Chi (gościnnie, 1994)
- Babilon 5 (1993–1998) jako Taro Isogi (gościnnie, 1994)
- Renegat (1992–1997) jako pan Ota/Hideo Maruyama (gościnnie; 1993 i 1994)
- Cybill (1995–1998) jako pan Matsuzaki (gościnnie, 1996)
- Prawdziwe przygody Jonny’ego Questa (1996–1997) – głosy
- Beverly Hills, 90210 (1990–2000) jako Ben Sosna (gościnnie w 3 odcinkach z 1999)
- Raport o zagrożeniach (2003–2004) jako Kang Sok-Joo (gościnnie, 2004)
- Awatar: Legenda Aanga (2005–2008) – stary wędrowiec (głos)